# Blohm & Voss BV 141
Blohm & Voss BV 141 je bil nemško ogledniško asimetrično letalo v uporabi za časa druge svetovne vojne. Zaradi svoje nenavadne oblike je vsekakor eno izmed bolj zanimivih letal nasploh in sploh edino svoje vrste, ki je bilo v vojni uporabi. Letalo je bilo delo konstruktorja Vogta, ki je zelo smelo raziskoval nova področja v letalskem inženirstvu. Uporabljali so ga le v malem številu izključno kot bližinski frontni izvidnik. 

## Zgodovina

### Zasnova
Glavni konstruktor letalskega dela podjetja Blohm & Voss dr. Richard Vogt se je v drugi polovici tridesetih veliko ukvarjal s povsem novimi zamislimi v konstrukciji letal. Vogt je bil zadosti smel, da si je dovolil iskati v neznanih smereh in ob tem tvegati poslovni neuspeh. Seveda je za to bilo potrebno zaupanje lastnikov tovarne, kar je v tem podjetju do tedaj znanem zgolj po ladjah in kar se letalstva tiče, letečih čolnih imel. Tako je v času pred in med drugo svetovno vojno prišlo ven nekaj res zanimivih izdelkov in eden od teh je bil BV 141. 
 
To letalo je bilo rezultat dela na novih, radikalnih idejah v postavitvi osnovnih letalskih delov, katerih namen je bil poiskati najustreznejšo rešitev, da bi dobili letalo z izjemnimi manevrirnimi lastnostmi. Tako so v tem iskanju poizkusili tudi z asimetrično oblikovanim letalom in ker so bili testi zadovoljujoči, so ga predstavili nemškemu ministrstvu za letalstvo -  RLM (nemško: Reichsluftfahrtministerium). 
  
Le to je leta 1937 razpisalo zahtevo po enomotornem letalu za taktične izvidniške naloge z zahtevo po čim boljši okretnosti in pa predvsem po dobrem razgledu iz letala, da bi bilo posadki s tem olajšano opazovanje okolice. Vse to je BV 141 sicer imel, vendar pa mu je nasproti stal še boljši stroj -  Focke-Wulf Fw 189 Uhu, ki je tudi zmagal na razpisu in ga je Luftwaffe uporabljala skozi celo vojno za ogledniške naloge nad bojiščem. 

### Proizvodnja
Ker je pa tudi BV 141 bil zanimiv so se na RLM odločili za financiranje dveh vzporednih projektov, kot glavnega sicer Fw 189, zraven pa še zanj, kot rezervo ter obenem s tem podprli nadaljnje delo na tej konstrukciji. Tako so pri Blohm & Vossu izdelali več izboljšanih letal, zamenjali prvotno vgrajeni motor Bramo 323 serije BV 141 A z veliko boljšim BMW 801 v drugi seriji BV 141 B. Vendar pa so vojne razmere in potrebe drugje stalno zavirale večji razvoj, predvsem so bile omejene možnosti dobav za motorje BMW-ja, ki so bili nujno potrebni za vgradnjo v bolj potrebna lovska letala FW 190, tako da so izdelali vsega skupaj le 38 teh letal. Spodaj našteti so vsi skupaj s svojimi registrskimi oznakami: 
- Prototipi
  - BV 141 V1; WNr 141-00-0171; D-OTTO nato GL+AG
  - BV 141 V2; WNr 141-00-0172; D-ORJE nato PC+BA
  - BV 141 V3; WNr 141-00-0359; D-OLGA nato BL+AA
- Predserija BV 141 A-0
  - BV 141 A-01 (V4); WNr 01010360; D-OLLE nato GL+AH
  - BV 141 A-02 (V5); WNr 01010361; BL+AB
  - BV 141 A-03 (V6); WNr 01010362; BL+AC
  - BV 141 A-04 (V7); WNr 01010363; BL+AD
  - BV 141 A-05 (V8); WNr 01010364; BL+AE
- Predserija BV 141 B-0
  - BV 141 B-01 (V9); WNr 0210001; NC+QZ
  - BV 141 B-02 (V10); WNr 0210002; NC+RA
  - BV 141 B-03 (V11); WNr 0210003; NC+RB
  - BV 141 B-04 (V12); WNr 0210004; NC+RC
  - BV 141 B-05 (V13); WNr 0210005; NC+RD
  - BV 141 B-06 (V14); WNr 0210006; NC+RE
  - BV 141 B-07 (V15); WNr 0210007; NC+RF
  - BV 141 B-08 (V16); WNr 0210008; NC+RG
  - BV 141 B-09 (V17); WNr 0210009; NC+RH
  - BV 141 B-010 (V18); WNr 0210010; NC+RI
- Serija BV 141 B-1
  - WNr 0210011; GK+GA
  - WNr 0210012; GK+GB
  - WNr 0210013; GK+GC
  - WNr 0210014; GK+GD
  - WNr 0210015; GK+GE
  - WNr 0210016; GK+GF
  - WNr 0210017; GK+GG
  - WNr 0210018; GK+GH

Vir te informacije so spisi podjetja Hamburger-Werke.
Nobeno od izdelanih letal ni preživelo druge svetovne vojne. Blohm & Voss je neuspešno delal na še več drugih asimetričnih letalih.

## Specifikacije BV 141B
Osnovne značilnosti
- Posadka – 3, pilot, opazovalec in zadnji strelec
- Dolžina – 14 m
- Razpon kril – 17.5 m
- Višina – 3.6 m
- Površina kril – 53 m²
- Teža praznega letala – 4,700 kg
- Največja teža – 5,700 kg (12,568 lb)
- Motor – 1× BMW 801, z močjo 1,160 kW (1,560 KM)

 Zmogljivosti
- Največja hitrost – 438 km/h na višini 3,500 m
- Doseg – 1.900 km
- Vrhunec – 10.000 m
- Hitrost dviganja – 570 m/min
- Razmerje teža / masa – 448 W/kg

Oborožitev
- 2 × mitraljez MG 17, kalibra 7.92 mm
- 2 × mitraljez MG 15, kalibra 7.92 mm
- Bojni tovor – 4 × 50 kg bombe